# Svatojánská kolej - vyšší odborná škola pedagogická
Svatojánská kolej – vyšší odborná škola pedagogická je katolická vyšší odborná škola založená v roce 1995 pražským arcibiskupstvím. Nachází se v historické budově bývalého benediktinského kláštera v obci Svatý Jan pod Skalou a navazuje na tradici učitelského ústavu, který zde byl v letech 1915 – 1942 a vychoval přes tisíc učitelů. V současnosti škola nabízí pomaturitní studium tříleté denní a čtyřleté dálkové v oborech samostatný učitel mateřské školy a samostatný pedagog volného času. Česká školní inspekce hodnotí školu jako lepší než průměr, která si dlouhodobě udržuje vysoký standard.
V sousedství Svatojánské koleje se nachází Ekocentrum Kavyl, se kterým škola úzce spolupracuje. Studenti i návštěvníci se mohou v praxi seznámit s péčí o domácí zvířata, zpracováváním zvířecích produktů, využitím přírodních materiálů ve výuce i soukromém životě a přihlásit se na některé z mnoha programů, které ekocentrum nabízí. Škola velmi dbá na ekologické a přírodovědné dimenze výchovy a jejich propojení s křesťanskou výchovou, v roce 2004 vydala Ekolístky - Metodické listy Svatojánské koleje Kateřiny Jančaříkové, které mají sloužit jako pomůcka při výuce dětí.
Díky mimořádně zajímavému okolí nabízí Svatojánská kolej v době víkendů a školních prázdnin ubytovací kapacity a prostor pro rekreaci, svatby, školení, team-building a další soukromé či firemní aktivity.